# Caius Appius Iunius Silanus
Pour les articles homonymes, voir Junius Silanus.
Gaius Appius Iunius Silanus (mort en 42), consul sous Tibère en l'an 28, proconsul d'Espagne sous Claude (il commandait la province de Tarraconaise avec ses trois légions), et mari d'Aemilia Lepida puis de Domitia Lepida Minor, mère de Messaline. Ap. Silanus fut tué par ordre de Claude. Il avait une telle réputation de savoir et d'honnêteté, que Claude, à son avènement au principat, le fit venir de la province pour en faire son conseiller et se prit pour lui d'une grande amitié.
Comme il était veuf à cette époque, Claude lui fit même épouser Lépida, mère de Messaline, son épouse, et fiança son fils Lucius Junius Silanus à sa fille Claudia Octavia. Messaline voulut l'avoir pour amant, mais y consentir c'était tromper son ami Claude et se rendre coupable d'adultère et d'inceste, se déshonorer et commettre un crime ; alors que refuser l'amour de Messaline s'était s'attirer sa haine et se condamner sûrement et irrévocablement à la mort. Appius Silanus préféra la mort au déshonneur et au crime.
Claude et Appius Silanus étaient devenus amis. Selon ce que rapporte Suétone avec doute, Messaline s'est vengée du refus de son potentiel amant avec l'aide de Narcisse, un affranchi : il a réveillé Claude un matin en lui annonçant affolé qu'il avait vu dans un cauchemar Appius l'égorger. Messaline vient ensuite lui dire qu'elle a fait le même plusieurs jours de suite. Enfin, Appius arrive au palais convoqué par Narcisse, à l'improviste, ce qui pousse Claude à le faire tuer. Selon la théorie de Renucci, Claude ne l'a pas fait supprimer sur un simple présage, mais parce qu'il le trouvait dangereux.